# Cantón de Gordes
El cantón de Gordes era una división administrativa francesa, que estaba situada en el departamento de Vaucluse y la región de Provenza-Alpes-Costa Azul.

## Composición
El cantón estaba formado por ocho comunas:
- Beaumettes
- Gordes
- Goult
- Joucas
- Lioux
- Murs
- Roussillon
- Saint-Pantaléon

## Supresión del cantón de Gordes
En aplicación del Decreto nº 2014-249 de 25 de febrero de 2014, el cantón de Gordes fue suprimido el 22 de marzo de 2015 y sus 8 comunas pasaron a formar parte del nuevo cantón de Apt.